# I̤
Cette page contient des caractères spéciaux ou non latins. S’ils s’affichent mal (▯, ?, etc.), consultez la page d’aide Unicode.
I̤ (minuscule : i̤), appelé I tréma souscrit, est un graphème utilisé dans l’écriture du kayah et dans certaines transcriptions phonétiques comme l’alphabet phonétique international. Il s’agit de la lettre I diacritée d’un tréma souscrit.

## Utilisation
En kayah, le I tréma souscrit ‹ i̤ › est utilisé pour représenter une voyelle fermée postérieure non arrondie murmurée [i̤].
Dans l’alphabet phonétique international, le tréma souscrit indique une prononciation murmurée, [i̤] est donc la notation pour de [i] murmuré.

## Représentations informatiques
Le I tréma souscrit peut être représenté avec les caractères Unicode suivants (latin de base, diacritiques) :
| formes    | représentations | chaînes de caractères | points de code | descriptions                                         |
| --------- | --------------- | --------------------- | -------------- | ---------------------------------------------------- |
| capitale  | I̤               | I◌̤                    | U+0049 U+0324  | lettre majuscule latine i diacritique tréma souscrit |
| minuscule | i̤               | i◌̤                    | U+0069 U+0324  | lettre minuscule latine i diacritique tréma souscrit |